# Samvel Yervinyan
Samvel Yervinyan (in armeno Սամվել Երվինյան?; Erevan, 25 gennaio 1966) è un violinista e compositore armeno.

## Biografia
Samvel Yervinyan è nato a Yerevan, Armenia. Ha iniziato i suoi studi all'età di 7 anni presso la Spenderian Music School dove è stato seguito da Armen Minasian. Nelle competizioni alle quali ha partecipato ha vinto tutti i primi premi nella sua fascia d'età. Nel giorno del suo diploma ha suonato il Concerto per violino n. 2 di Henri Vieuxtemps e ha ricevuto una standing ovation da tutti i membri della facoltà. Ha proseguito i suoi studi presso il conservatorio statale di Mosca sotto la guida del Maestro Edward Dayan. Negli anni successivi è diventato l'orgoglio del professore e si andava concretizzando il suo futuro da violinista da concerto. Nel 1993 ha conseguito il dottorato di ricerca presso lo Yerevan State Musical Conservatory. È considerato uno tra i più grandi violinisti al mondo. Ha collaborato spesso col pianista e compositore greco Yanni.

## Tours con Yanni

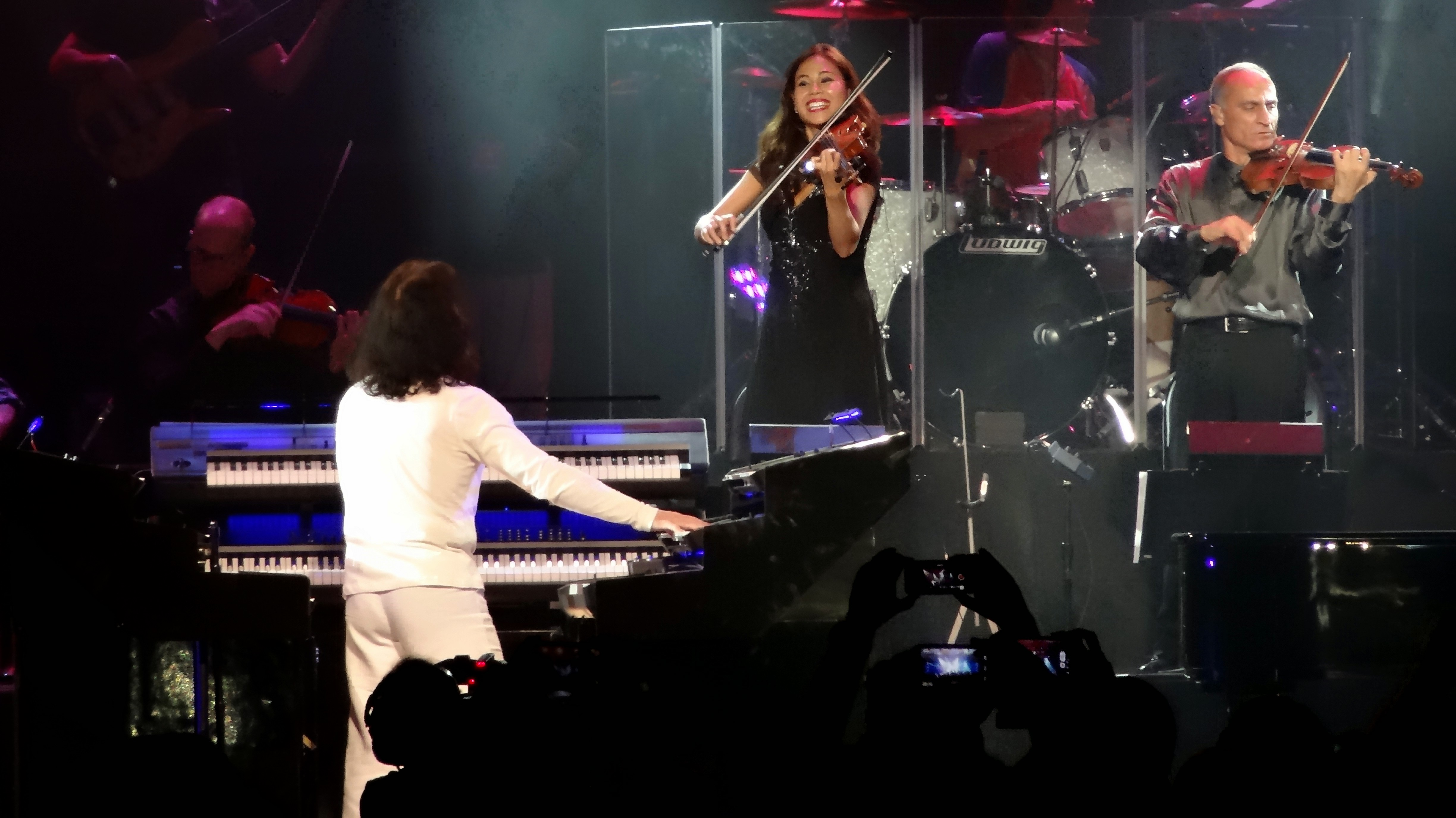
Samvel Yervinyan, Mary Simpson e Yanni al concerto a Bangalore (India) il 18 Aprile 2014 (parte del 2014 World Tour di Yanni)

- 2003 e 2004 - Ethnicity world tours
- 2005 - Yanni Live!The Concert Event and Yanni Voices tours.
- 2013 - 'World Without Borders' tour
- 2014 - World Tour[2]
- 2015 - World Tour